# كوهبل

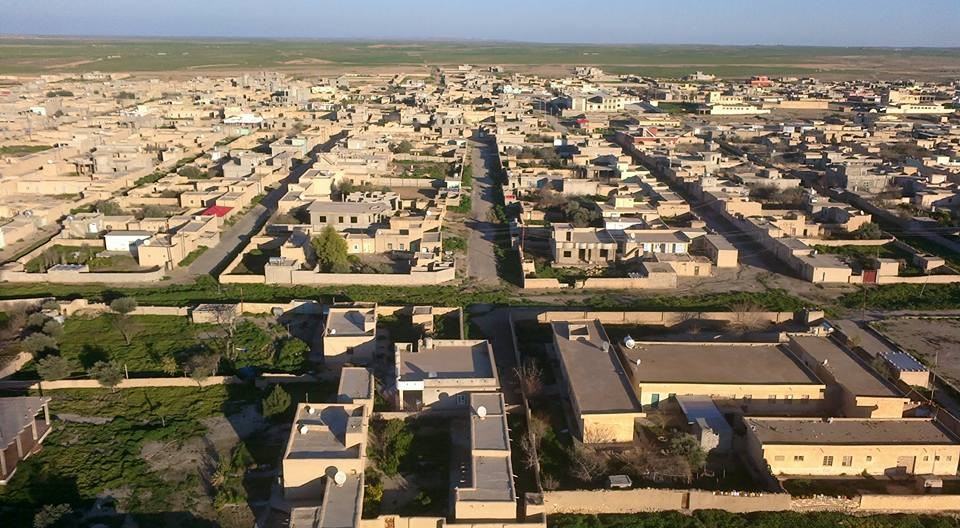
مجمع كوهبل السكني (الاندلس سابقا) في محافظة نينوى

كوهبل هو مجمع سكني كبير يقع في شمال جبل سنجار في محافظة نينوى شمال العراق، وهو تابع لناحية سنوني في قضاء سنجار، وكان يسمى الأندلس سابقا.
طبيعة المناخ معتدل في كوهبل، ومتوسط درجة الحرارة السنوي هو 19.6 درجة مئوية، بينما متوسط هطول الأمطار فيه هو 402 ملم